# Aubria occidentalis
Aubria occidentalis é uma espécie de anfíbio da família Ranidae.
Pode ser encontrada nos seguintes países: Camarões, Costa do Marfim, Gana, Guiné, Libéria, Nigéria e possivelmente em Togo.
Os seus habitats naturais são: florestas subtropicais ou tropicais húmidas de baixa altitude e rios.
Está ameaçada por perda de habitat.